# 프랭클린 D. 루스벨트 행정부
프랭클린 D. 루스벨트 행정부는 다음을 의미한다.
- 프랭클린 D. 루스벨트 1기와 2기 행정부
- 프랭클린 D. 루스벨트 3기와 4기 행정부

## 같이 보기
- 프랭클린 D. 루스벨트 행정부의 시각표

| Disambiguation icon | 이 문서는 명칭이 같고 같은 종류에 속하는 여러 대상을 연결하는 색인 문서입니다. |